# Линия Аэропорт-экспресс (Гонконг)
Аэропорт-экспресс (Airport Express, 機場快綫) — одна из десяти линий Гонконгского метрополитена — самой оживлённой системы общественного транспорта города. Она пролегает от Центрального района на острове Гонконг до Гонконгского международного аэропорта и выставочного комплекса AsiaWorld-Expo на Новых территориях. Почти на всём своём протяжении железнодорожное полотно, по которому проходит линия Аэропорт-экспресс, также обслуживает линию Тунчхун (линии расходятся лишь на острове Лантау).
Линия Аэропорт-экспресс открылась 6 июля 1998 года, имеет длину 35,3 км (ширина колеи — 1432 мм), пять станций, средняя продолжительность поездки — 24 минуты (до аэропорта). На схематических картах MTR обозначается сине-зелёным цветом. На всех станциях линии установлены платформенные раздвижные двери.
Специально разработанные поезда доставляют пассажиров и их багаж из центра Гонконга в аэропорт. Они обеспечивают несколько уровней комфорта, подобных классам обслуживания на авиалайнерах. Стоимость проезда на линии Аэропорт-экспресс выше, чем на других линиях метро, однако существует обширная система скидок, дисконтных купонов и премиальных программ. Средняя скорость движения между станциями составляет 130 км в час. Дизайн, включая цветовое оформление станций, карту маршрута, информацию для пассажиров и логотип линии, разработан британским бюро Lloyd Northover.

## История
В октябре 1989 года власти Гонконга решили заменить перегруженный аэропорт Кайтак, базировавшийся в густонаселённой части Цзюлуна, новым аэропортом, строительство которого планировалось осуществить на отдалённом острове Чхеклапкок. В рамках масштабной Основной программы аэропорта Городской совет пригласил MTR Corporation построить железнодорожную линию в новый аэропорт. Проект стартовал после того, как в ноябре 1994 года Китай и Великобритания уладили между собой все финансовые и земельные вопросы.
Железнодорожная линия с острова Гонконг на остров Лантау была спроектирована так, чтобы её использовали две отдельные линии метрополитена — Аэропорт-экспресс и Тунчхун. Стоимость проекта составила 35,1 млрд гонконгских долларов. Линия Аэропорт-экспресс начала перевозить пассажиров 6 июля 1998 года, в день открытия нового Гонконгского международного аэропорта. Время поездки от станции «Гонконг» в Центральном районе до конечной станции «Аэропорт» составляло 23 минуты.
- Станция «Коулун»
- Станция «Коулун»
- Состав
- Вагон метро

После открытия в июне 2005 года станции «Санни-Бэй» на линии Тунчхун время поездки между станциями «Гонконг» и «Аэропорт» увеличилось до 24 минут. В декабре 2005 года линия Аэропорт-экспресс продолжилась до станции «ЭйшаУорлд-Экспо» (время поездки от станции «Гонконг» до конечной станции «ЭйшаУорлд-Экспо» составляет 28 минут).

## Маршрут
Линия Аэропорт-экспресс начинается на станции «Гонконг» в Центральном и Западном округе, далее пересекает по тоннелю бухту Виктория и достигает станции «Коулун» в Западном Коулуне. Затем линия пролегает вдоль западного побережья Цзюлунского полуострова, пересекает пролив по мосту Чхинлай и достигает станции «Чхинъи» на одноимённом острове в округе Кхуайчхин. Далее линия пересекает проливы по системе мостов, включая мост Цинма, пролегает вдоль северного побережья острова Лантау, пересекает ещё один небольшой пролив и достигает станции «Аэропорт» на острове Чхеклапкок. Последний короткий участок соединяет станцию «Аэропорт» со станцией «ЭйшаУорлд-Экспо» на том же острове.
Почти на всём своём протяжении линии Аэропорт-экспресс и Тунчхун идут параллельно, но их пути сливаются лишь на двух участках — в туннеле под бухтой Виктория и от мостов на Лантау до разделения линий у поворота к аэропорту. На всех пересадочных станциях («Гонконг», «Коулун» и «Чхинъи») линии Аэропорт-экспресс и Тунчхун имеют разные пути и платформы.
- Мост Цинма
- Мост Чхинлай
- Акустические барьеры
- Станция «Чхинъи»

## Станции
На станциях «Гонконг», «Коулун» и «Чхинъи» можно пересесть на линию Тунчхун. Кроме того, станция «Гонконг» соединена переходами со станцией «Сентрал», на которой можно сесть на поезда линий Айленд и Чхюньвань.
| № | Название                                   | Местоположение                                | Открытие             | Пересадка на линии          |
| - | ------------------------------------------ | --------------------------------------------- | -------------------- | --------------------------- |
| 1 | «ЭйшаУорлд-Экспо» (AsiaWorld-Expo, 博覽館) | Чхеклапкок (округ Айлендс)                    | 20 декабря 2005 года |                             |
| 2 | «Аэропорт» (Airport, 機場)                 | Чхеклапкок (округ Айлендс)                    | 6 июля 1998 года     |                             |
| 3 | «Чхинъи» (Tsing Yi, 青衣)                  | Чхинъи (округ Кхуайчхин)                      | 6 июля 1998 года     | Тунчхун                     |
| 4 | «Коулун» (Kowloon, 九龍)                   | Юнион-сквер, Западный Коулун (округ Яучимвон) | 6 июля 1998 года     | Тунчхун                     |
| 5 | «Гонконг» (Hong Kong, 香港)                | Центральный (Центральный и Западный округ)    | 6 июля 1998 года     | Тунчхун, Айленд и Чхюньвань |

- Станция «Гонконг»
- Станция «Аэропорт»
- Станция «ЭйшаУорлд-Экспо»
- Станция «Гонконг»

## Особенности
Поезда и станции на линии Аэропорт-экспресс более просторны и удобны, чем на других линиях Гонконгского метрополитена. На всех станциях кроме «ЭйшаУорлд-Экспо» имеются тележки для багажа и бесплатные носильщики. Вагоны составов имеют специальные полки для багажа, расположенные возле дверей, сидячие места оборудованы жидкокристалическими мониторами и динамиками.
На станциях «Гонконг» и «Коулун» имеются стойки регистрации, где пассажиры получают свои посадочные талоны, сдают багаж в специальные вагоны, а сами едут в аэропорт без чемоданов. Система автоматического контроля взрывчатых веществ проверяет багаж, который затем по транспортным лентам доставляется с поезда в самолёт.
На станциях «Гонконг» и «Коулун» пассажирам линии Аэропорт-экспресс предоставляются бесплатные услуги Airport Express Shuttle Bus — автобусов, которые развозят людей со станций к крупнейшим отелям в Центральном и Западном округе, Восточном округе и округе Яучимвон. Для посадки в автобус достаточно предъявить билет на Аэропорт-экспресс, авиабилет (посадочный талон), билет на мероприятие, проходящее в комплексе AsiaWorld-Expo, или карту Октопус.
- Билетные терминалы
- Регистрация багажа
- Багажные полки
- Шаттл

Поезда на линии Аэропорт-экспресс начинают ходить в 05:50 со станции «Гонконг» и в 05:54 со станции «Аэропорт» с интервалом в 10 минут. После 23:28 на станции «Аэропорт» и 00:00 на станции «Гонконг» интервал увеличивается до 12 минут. Обслуживание на линии заканчивается в 00:48 по местному времени. Наряду с другими линиями метро, Аэропорт-экспресс управляется из Центра оперативного контроля в Чхинъи.
На линии Аэропорт-экспресс работает 11 электропоездов Adtranz-CAF EMU (A-Train), собранных на заводе Construcciones y Auxiliar de Ferrocarriles в Испании при участии Adtranz. До 2003 года составы состояли из семи вагонов, после чего к ним добавили ещё один дополнительный вагон (при увеличении пассажиропотока конструкция поезда рассчитана на десять вагонов). Максимальная скорость состава — 135 км в час. В 2008 году все салоны вагонов линии Аэропорт-экспресс прошли капитальный ремонт.